# Amomum dallachyi
Amomum dallachyi är en enhjärtbladig växtart som beskrevs av Ferdinand von Mueller. Amomum dallachyi ingår i släktet Amomum och familjen Zingiberaceae. Inga underarter finns listade i Catalogue of Life.